# Wijken en buurten in Lingewaard
De Nederlandse gemeente Lingewaard is voor statistische doeleinden onderverdeeld in wijken en buurten. De gemeente is verdeeld in de volgende statistische wijken:
- Wijk 00 Bemmel (CBS-wijkcode:170500)
- Wijk 01 Gendt (CBS-wijkcode:170501)
- Wijk 02 Huissen (CBS-wijkcode:170502)

Een statistische wijk kan bestaan uit meerdere buurten. Onderstaande tabel geeft de buurtindeling met kentallen volgens het Centraal Bureau voor de Statistiek (2008):
| CBS-buurtcode | Buurtnaam                            | Inwonertal | Opp. totaal (ha) | Opp. land (ha) | Ligging                |
| ------------- | ------------------------------------ | ---------- | ---------------- | -------------- | ---------------------- |
| BU17050000    | Bemmel                               | 9100       | 313              | 311            | Locatie in de gemeente |
| BU17050001    | Haalderen                            | 1720       | 96               | 90             | Locatie in de gemeente |
| BU17050002    | Angeren                              | 2310       | 109              | 109            | Locatie in de gemeente |
| BU17050003    | Doornenburg                          | 2080       | 86               | 86             | Locatie in de gemeente |
| BU17050004    | Verspreide huizen Ressen             | 120        | 163              | 156            | Locatie in de gemeente |
| BU17050005    | Verspreide huizen Angeren            | 550        | 850              | 825            | Locatie in de gemeente |
| BU17050006    | Verspreide huizen Bemmel             | 3310       | 898              | 886            | Locatie in de gemeente |
| BU17050007    | Verspreide huizen Doornenburg        | 650        | 751              | 619            | Locatie in de gemeente |
| BU17050008    | Verspreide huizen Bemmel-Lent        | 170        | 146              | 145            | Locatie in de gemeente |
| BU17050009    | Verspreide huizen Ambtswaard         | 10         | 224              | 136            | Locatie in de gemeente |
| BU17050010    | Verspreide huizen Haalderen          | 120        | 159              | 159            | Locatie in de gemeente |
| BU17050011    | Ooijrijkse Polder                    | 20         | 206              | 161            | Locatie in de gemeente |
| BU17050100    | Gendt                                | 5490       | 117              | 116            | Locatie in de gemeente |
| BU17050101    | Buurt Gendt                          | 500        | 126              | 126            | Locatie in de gemeente |
| BU17050102    | Kommerdijk                           | 160        | 44               | 39             | Locatie in de gemeente |
| BU17050103    | Hulhuizen                            | 290        | 100              | 69             | Locatie in de gemeente |
| BU17050104    | Flieren                              | 200        | 62               | 62             | Locatie in de gemeente |
| BU17050108    | Verspreide huizen Flieren            | 380        | 531              | 518            | Locatie in de gemeente |
| BU17050109    | Verspreide huizen Gendtsche Waarden  | 70         | 519              | 335            | Locatie in de gemeente |
| BU17050200    | Oude Stad Huissen                    | 700        | 16               | 16             | Locatie in de gemeente |
| BU17050201    | Uitbreiding Stad Huissen             | 5670       | 125              | 124            | Locatie in de gemeente |
| BU17050202    | Het Zand                             | 1800       | 43               | 43             | Locatie in de gemeente |
| BU17050203    | Zilverkamp                           | 6600       | 149              | 143            | Locatie in de gemeente |
| BU17050207    | Verspreide huizen Het Zand           | 1130       | 310              | 308            | Locatie in de gemeente |
| BU17050208    | Verspreide huizen Hoeve en Loostraat | 1390       | 209              | 209            | Locatie in de gemeente |
| BU17050209    | Verspreide huizen Uiterwaard         | 80         | 567              | 453            | Locatie in de gemeente |